# Lac de Rina Soprano
Situé au pied de la Punta Cappella (2 032 m), face au Monte Rinosu, le lac de Rina Soprano ou grand lac de Rina (lavu di Rina supranu en corse) se situe à 1 882 mètres d'altitude, un peu plus haut que son voisin, le petit lac de Rina. 

## Géographie
Les lacs de Rina sont deux : le présent et le lac de Rina suttanu situé à 1 806 mètres d'altitude, à moins de 500 mètres à l'est du premier. Ces deux lacs sont situés au nord de la Punta Capella (2 032 m) et à deux kilomètres - à vol d'oiseau - au sud-est du Monte Rinosu.